# Michael Kohlhaas (film)
Michael Kohlhaas je německo-francouzský dramatický film z roku 2013, který režíroval Arnaud des Pallières podle stejnojmenného románu Heinricha von Kleista. Film byl nominován na Zlatou palmu na filmovém festivalu v Cannes, kde měl světovou premiéru dne 24. května 2013.

## Děj
V 16. století je obchodník s koňmi Michael Kohlhaas na cestě na trh. Na své cestě musí překonat řeku. Šlechtický správce protiprávně požaduje propustku. Protože ji Kohlhaas nemá, slíbí, že toto povolení od úřadů získá, ale jako zástavu musí nechat dva své koně. Na cestě domů dostává své koně zpět v žalostném stavu. Jeho sluha César je navíc vážně zraněn správcovými psy.
Kohlhaas se s touto nespravedlností nechce smířit a podniká proti ní právní kroky, ale není mu dopřáno. Kohlhaas se rozhodne vzít spravedlnost do svých rukou a se svým stále rostoucím doprovodem šíří strach a hrůzu po celé zemi.

## Obsazení
| Mads Mikkelsen    | Michael Kohlhaas |
| Bruno Ganz        | správce          |
| Paul Bartel       | Jérémie          |
| Mélusine Mayance  | Lisbeth          |
| David Bennent     | César            |
| Delphine Chuillot | Judith           |
| David Kross       | kněz             |
| Sergi López       | bezruký          |
| Amira Casar       | abatyše          |
| Roxane Duran      | princezna        |
| Swann Arlaud      | šlechtic         |
| Jaques Nolot      | rychtář          |
| Denis Lavant      | teolog           |

## Ocenění
- Nominace na Zlatou palmu za nejlepší film na filmovém festivalu v Cannes
- Golden Iris na filmovém festivalu v Bruselu
- César: nejlepší filmová hudba (Martin Wheeler) a nejlepší zvuk (Jean-Pierre Duret, Mélissa Petitjean)